# ماریو چواسکو
ماریو چواسکو (ایتالیایی: Mario Cevasco؛ ۱۸ دسامبر ۱۹۳۸ – ۱۲ آوریل ۱۹۹۹) بازیکن واترپلو اهل ایتالیا بود. وی در بازی‌های المپیک تابستانی ۱۹۶۴، ۱۹۶۸ و ۱۹۷۲ شرکت کرده‌است.